# Robertsdale, Alabama
Robertsdale là một thành phố thuộc quận Baldwin, tiểu bang Alabama, Hoa Kỳ. Dân số năm 2009 là 5120 người, mật độ đạt 363 người/km².